# Sob Pressão (canção)
"Sob Pressão" é uma canção gravada por Gilberto Gil e Chico Buarque, lançada como single em 13 de outubro de 2020. Primeira parceria musical de Gil com o poeta moçambicano Ruy Guerra, a música foi composta a convite do diretor Andrucha Waddington para a temporada especial da série de televisão brasileira Sob Pressão, transmitida pela TV Globo. A letra, escrita durante a pandemia global de COVID-19, celebra o combate ao vírus pelos profissionais de saúde.

## Gravação e lançamento
Na última semana de agosto de 2020, a mulher de Gilberto Gil, Flora, registrou uma fotografia que mostrava Gil e Chico Buarque em um estúdio de gravação do Rio de Janeiro, utilizando máscaras e cumprimentando-se com os cotovelos. Foi divulgado pelas redes sociais que os músicos estariam gravando a música-tema da temporada especial da série Sob Pressão, de subtítulo Plantão Covid, transmitida pela TV Globo, e que ainda não possuía data confirmada para entrar no ar.
A letra do poeta moçambicano Ruy Guerra fala, em tom de celebração, do combate dos profissionais de saúde durante a pandemia de COVID-19, citando também o jogo político frequente entre, segundo a canção, "tontos que blefam com a morte". O gênero da música "transita pela seara nordestina (...) para se embrenhar na terra musical do baião e da toada". A canção foi lançada digitalmente como single em 13 de outubro de 2020, pela Gegê Produções Artísticas. Em paralelo, foi lançado no canal oficial de Gil no YouTube o videoclipe do tema, que foi mantido inédito até a exibição do segundo e último episódio do programa.

## Crítica profissional
| Críticas profissionais | Críticas profissionais |
| Avaliações da crítica  | Avaliações da crítica  |
| Fonte                  | Avaliação              |
| ---------------------- | ---------------------- |
| G1                     | 4.5 de 5 estrelas.     |

Em seu blog hospedado no portal de notícias G1, o jornalista e crítico musical Mauro Ferreira afirmou que "passada a epidemia, a música ficará como registro histórico (...) desse momento singular da humanidade", avaliando a canção com quatro estrelas e meia.

## Ficha técnica
- Gilberto Gil – voz e composição
- Chico Buarque – voz
- Ruy Guerra – composição
- Kiko Horta – acordeão
- Rafael Rocha – bateria
- Bem Gil – produção